# Tami Oldham Ashcraft
Tami Oldham Ashcraft, née le 20 février 1960 à San Diego en Californie, est une navigatrice américaine. Son histoire a inspiré le film À la dérive.

## Biographie
En 1983, Tami Oldham et son petit ami, Richard Sharp, convoient un voilier de 13 mètres de Tahiti vers San Diego en Californie, quand ils sont pris le 13 octobre dans un ouragan de catégorie 4. Les vagues sont hautes de 15 mètres et le vent souffle alors à plus de 250 kilomètres à l'heure. Le bateau chavire, Tami Oldham se retrouve inconsciente pendant 27 heures et Richard Sharp disparaît dans la tempête. Seule en mer et endeuillée, elle utilise les étoiles pour se diriger et approcher Hawaï 41 jours plus tard et 2 500 kilomètres plus loin,. Tami Oldham est mariée et a deux filles. Elle est recueillie par le navire japonais Hoku Sei Maru.

### Filmographie
- 2018 : À la dérive (Adrift) de  Baltasar Kormákur